# Acanthephyra
Acanthephyra A. Milne-Edwards, 1881 è un genere di gamberetti tipici delle acque profonde appartenenti alla famiglia Acanthephyridae. Sono specie pelagiche diffuse in tutti gli oceani.

## Descrizione
Presentano occhi di dimensioni decisamente inferiori rispetto ad altri gamberetti tipici delle acque profonde  non pelagici (come per esempio Glyphocrangon).

## Tassonomia
La specie tipo di questo genere è Acanthephyra armata. In questo genere sono riconosciute 29 specie:
- Acanthephyra acanthitelsonis Spence Bate, 1888
- Acanthephyra acutifrons Spence Bate, 1888
- Acanthephyra agassizzi
- Acanthephyra armata A. Milne-Edwards, 1881
- Acanthephyra brevicarinata Hanamura, 1984
- Acanthephyra brevirostris Smith, 1885
- Acanthephyra carinata Spence Bate, 1888
- Acanthephyra chacei Krygier & Forss, 1981
- Acanthephyra cucullata Faxon, 1893
- Acanthephyra curtirostris Wood-Mason & Alcock, 1891
- Acanthephyra eximia Smith, 1884
- Acanthephyra faxoni Calman, 1939
- Acanthephyra fimbriata Alcock & Anderson, 1894
- Acanthephyra indica Balss, 1925
- Acanthephyra kingsleyi Spence Bate, 1888
- Acanthephyra media Spence Bate, 1888
- Acanthephyra parva
- Acanthephyra pelagica (Risso, 1816)
- Acanthephyra prionota Foxton, 1971
- Acanthephyra purpurea A. Milne-Edwards, 1881
- Acanthephyra quadrispinosa Kemp, 1939
- Acanthephyra rostrata (Spence Bate, 1888)
- Acanthephyra sanguinea Wood-Mason [in Wood-Mason & Alcock, 1892
- Acanthephyra sibogae de Man, 1916
- Acanthephyra sica Spence Bate, 1888
- Acanthephyra smithi Kemp, 1939
- Acanthephyra stylorostratis (Spence Bate, 1888)
- Acanthephyra tenuipes (Spence Bate, 1888)
- Acanthephyra trispinosa Kemp, 1939